# タクティカルロア
『タクティカルロア』は、日本のアニメ作品。2006年1月から4月までUHFアニメとして放送された。全13話。略称は「タクロア」。護衛艦で戦う少女達の奮闘を描いた作品で、主に護衛艦「パスカルメイジ」を中心にストーリーが展開された。バンダイチャンネルによるストリーミング配信や、インターネットラジオ番組『たくろあ航海日誌』の配信、『コミックキラリティー』（学習研究社発行）にコミカライズ作品が掲載されるなどのメディアミックスも展開している。
本作は海上自衛隊全面協力により、事前に護衛艦はるさめ（DD-102）を実際に乗艦取材を敢行しており、その成果はそれをモチーフにしているパスカルメイジや各所の表現に活かされている。そのため、パスカルメイジの艦番号は海自の承諾の上DD102はるさめに敬意を表して「102」とされている。

## ストーリー
西太平洋に巨大な停滞性台風が発生した。その名は「グランドロア」。その台風はアジア各国に甚大な被害をもたらし、様々な影響を与えた。その自然災害を「ケースオメガ」と呼ぶようになったのだ。
それから約半世紀近くのこと。復興を成し遂げて、海洋航路の重要性が再認識されるようになった。しかし海洋時代に暗躍するかの如く、テロリストグループ・所謂海賊が目立つようになった。それに対応するため、民間自衛機関を組織することになったのだ。本作はそれら民間自衛機関の1つであるharu-nico警備保障に所属する、女性のみをクルーとした護衛艦「パスカルメイジ」、そしてそのクルー達の日々の戦いの物語である。

## 主な登場人物
キャラ名の殆どが、海洋用語や海の生物など、海に関係する名前がモチーフとなっている。

### パスカルメイジクルー
美咲 七波（みさき ななは）
声 - 中原麻衣
21歳、パスカルメイジの艦長で二等海佐。連邦洋衛大学を飛び級で入学、卒業したスーパーエリート。的確な指令で、クルーからの信頼も厚い。しかし完璧主義者故に、手に負えない状況下では自暴自棄になってしまう面も。なお、学生時代は勉強の日々を送っていたため、友好も異性関係も殆どなかった。
身長163cm、体重49kg、スリーサイズ88cm/57cm/83cm
ターニャ・L・コジマ
声 - 三宅華也
21歳、三等海佐・副長。七波の片腕的な存在。才色兼備の持ち主で、常に冷静なため、クルーから人気がある。七波とは大学の同期で、お互いに信頼し合う関係にあり絆は強い。自暴自棄に陥る七波を叱責するのは彼女の役目。
身長165cm、体重50kg、スリーサイズ89cm/56cm/86cm
綿摘 翼（わたつみ つばさ）
声 - 高橋美佳子
16歳、三等海佐・飛行長。パスカルメイジ搭載の小型飛行機でありVTOL機の「カモメ」のパイロットを務めるボク少女。操作の腕は超一流。男勝りの強気な性格で、当初は男性がパスカルメイジに乗り込むことも嫌っていたが、次第に男性である凪宮漂介に惹かれていくという一面も見られる。
身長147cm、体重41kg、スリーサイズ78cm/53cm/75cm
深水 さんご（ふかみ さんご）
声 - 植田佳奈
17歳、三等海佐・統括機関長。パスカルメイジの操舵・機関管理を一任されている。ドジっ娘の面があるものの、メカニックに強い上に、人に好かれるタイプ。旧家の出であり、作法や丁寧な挨拶も心得ている。
身長143cm、体重38kg、スリーサイズ78cm/54cm/76cm
海里 美晴（かいり みはる）
声 - 小林由美子
13歳、三等海佐・情報統括長。超人的な才能を持っており、情報処理や作戦立案・管理のリーダーを一任されている。会話をすることが苦手な感があるが、実際には単に人見知りで照れ屋なだけである。
身長122cm、体重25kg、スリーサイズ56cm/50cm/57cm
クレイオ・アクアノート
声 - 夏樹リオ
22歳、三等海佐・砲雷長。アメリカ国籍、ギリシャ系移民第2世代。目に付くようなナイスプロポーションの持ち主で、戦闘能力に長けている。同じ才色兼備のターニャと人気を争っている。美女に目がないため数多くの女性と同時に付き合っており、各地で「お姉さま」として慕われている。
身長177cm、体重53kg、スリーサイズ97cm/57cm/88cm
阿古屋 真夏（あこや まなつ）
声 - 比嘉久美子
15歳、一等海尉・通信長。常軌を逸した実験を得意とするマッドサイエンティスト。双子の阿古屋真秋とコンビを組んでいる。だが真秋と双子ながら彼女とはその性格は正反対。
身長132cm、体重30kg、スリーサイズ65cm/51cm/66cm
阿古屋 真秋（あこや ましゅう）
声 - 新井里美
15歳、一等海尉・観測長。勘違いで覚えた諺や格言を口癖にしている。私生活に関しては偏執的な一面を持っている。
身長132cm、体重30kg、スリーサイズ66cm/51cm/66cm
島原 看取（しまばら みとり）
声 - 皆川純子
25歳、三等海佐・衛生長。クルーの健康管理を一任している。作品中のいわゆる「お色気」担当で、心理カウンセラーも務めている。浮いているように見えるが、純粋な心の持ち主。露出過多でキャンペーンガールも喜んで務めるなどサービス全開だが実は既婚者でもある。
身長170cm、体重51kg、スリーサイズ92cm/57cm/86cm
笠悟 さより（かさご さより）
声 - 中尾衣里
20歳、一等海尉・レーダー員。三人娘の姉的存在で、七波からの信頼も厚い。
身長165cm、体重49kg、スリーサイズ88cm/58cm/85cm
虹浦 鈴音（にじうら すずね）
声 - 樋口あかり
18歳、一等海尉・操舵手。三人娘の中では子供っぽい。七波を慕っている。
身長160cm、体重45kg、スリーサイズ84cm/55cm/83cm
鮎原 水萌（あゆはら みなも）
声 - 大浦冬華
16歳、一等海尉・速力伝達員。三人娘の中では世渡り上手。他人のペースを絶妙に合わせることができる。
身長152cm、体重43kg、スリーサイズ82cm/53cm/80cm
以上の3人は「パスカルメイジ艦橋三人娘」と称し、向かって左から順にさより、鈴音、水萌がそれぞれ位置している。
浅利木 結（あさりぎ ゆい）
声 - 小野涼子
16歳、CICクルー・二等海尉・砲雷科。クレイオの信頼する部下の1人で、仕事の技量もピカイチ。クレイオを純粋に尊敬している。クレイオの右に位置している。
身長143cm、体重38kg、スリーサイズ76cm/48cm/77cm
恵美 アイナ（めぐみ あいな）
声 - 樋口あかり
19歳、CICクルー・三等海尉・砲雷科。チャラチャラとした見た目によらず、仕事をこなすタイプ。砲雷科の隠れた人気を持つ。クレイオの左に位置している。
身長168cm、体重52kg、スリーサイズ84cm/58cm/86cm
亀垣 麻未子（かめがき まみこ）
声 - ？
18歳、CICクルー・三等海尉・通信科。共に行動するころんとは漫才コンビのような間柄で、麻未子はツッコミに徹している。真夏の左に位置している。隠れたメカフェチでもある。
身長165cm、体重48kg、スリーサイズ83cm/56cm/86cm
天田 ころん（あまだ ころん）
声 - 中尾衣里
18歳、CICクルー・二等海尉・通信科。天然ボケキャラであり、常にボケをかましているが、仕事の技量はなかなかのもの。将来の夢はツッコミ出来る旦那と結婚することらしい。真夏の右に位置している。
身長143cm、体重38kg、スリーサイズ74cm/52cm/75cm
ルッカ・マイヨール
声 - ？
16歳、CICクルー・三等海尉・観測科。風水師の母の影響を受け、風水を得意としている。その風水は趣味としてではなく、仕事に活用している。真秋の左に位置している。
身長138cm、体重32kg、スリーサイズ72cm/53cm/70cm
李 彩霞（リ・サイカ/リー・ツァイシァ）
声 - 皆川純子
16歳、CICクルー・二等海尉・観測科。パスカルメイジ希少の中国人民。隠れた格闘技マニアであり、負けん気が強い。仕事も観測技量に優れている。真秋の右に位置している。
身長152cm、体重47kg、スリーサイズ76cm/59cm/76cm
磯村 早瀬（いそむら はやせ）
声 - 大浦冬華
17歳、機関室クルー・一等海尉・機関科・応急長。パスカルメイジが危機に逢った時にダメージコントロールを担う。常にさんごをカバーする立場だが、応急に関してはなかなかのもの。さんごの左に位置している。
身長154cm、体重48kg、スリーサイズ82cm/54cm/82cm
館山 帆能美（たてやま ほのみ）
声 - 小野涼子
18歳、機関室クルー・一等海尉・機関科・機関長。おっとりとした見た目によらず、地味な役割であるものの、さんごを的確にフォローしている。車のチューンアップとドライブが趣味。さんごの右に位置している。
身長147cm、体重45kg、スリーサイズ78cm/52cm/76cm
笹原 櫻（ささはら さくら）
声 - 日笠山亜美
17歳、三等海尉・設備科。さんごの学生時代からの大親友。明朗活発で、ストレートに物事を言うタイプ。
身長158cm、体重50kg、スリーサイズ84cm/50cm/84cm
クミコ・J・カーソン
声 - 鈴木菜穂子
22歳、飛行科・三等海尉。カモメの副操縦士で、パイロットの翼を補佐する。強気な性格で、クルーいちの酒豪でもある。
身長165cm、体重52kg、スリーサイズ83cm/59cm/84cm
シイナ・ラケルス
声 - 小林希唯
19歳、飛行科・三等海尉。カモメのデータ分析担当。クミコを慕う妹分で、翼、クミコとのチームワークは抜群。
身長160cm、体重48kg、スリーサイズ82cm/57cm/80cm

### パスカルメイジ関係者
凪宮 漂介（なぎみや ひょうすけ）
声 - 菅沼久義
パスカルメイジの技術提供の精密機械会社「小笠原技術研究所」社員。専門大学在学中。17歳。この若さで現在の立場を得るほど明晰な頭脳の持ち主だが、気弱な所もあり、使い走りやからかいの対象にされることが多いが、パスカルメイジにおいては唯一の男性ということで人気者である。美咲七波とは姉弟の関係（両親は再婚だったため、血の繋がらない関係にある）で、両親の離婚のため、苗字が異っている。幼い頃は七波に家庭教師を依頼し快諾してもらったり、七波の洋衛大学入学に伴って離れ離れになる時にジャイロを貰い、漂介が今でもそれを大切にしていること等、良い姉-弟という構図の関係だが、技研からパスカルメイジに派遣された際に、艦長である七波から素っ気無い態度とられ、成長したお互いの存在に戸惑い、すれ違いに悩む。その後七波への自分の気持ちに気付いていく。なお、スポーツ全般ほぼ苦手だが、水泳だけは、幼い頃の七波の特訓のおかげで翼に劣らぬ得意さを見せる。身長163cm、体重51kg。
陸待 クニオ（おかまち クニオ）
声 - 乃村健次
七波が勤める警備会社「ハルニコ警備保障」の実務船舶部マネージャー。40歳。七波たちの直属上司であり、人を見る目がある縁の下の力持ち。また、何かと風当たりの強いパスカルメイジを、様々に支援する良き理解者でもある。理想の上司として慕われており、七波のヘッドハンティングを挙行した。元々は七波達の洋衛軍の上司であった。身長180cm、体重80kg。
濱口 レマラ（はまぐち レマラ）
声 - 中村大樹
ハルニコの保険部担当監。45歳。パスカルメイジの陰口を叩き、自分の出世ばかりを気にして上司には頭を下げ、現場を理解せず部下に当たる自己中心派。イヤミで器量の小さい人物。また、臆病で日和見主義。パスカルメイジのクルーからは毛嫌いされている。撃沈されたオリビエ調査任務に向かうパスカルメイジに同乗した（第1・2話）際、遭遇した洋衛軍艦（ヴェッケン艦）への対応について交渉および金での解決を提案、それを却下されたことでプライドを傷つけられたと感じ、パスカルメイジおよび七波を恨む。身長165cm、体重85kg。
鯨伏 慶五郎（いさぶし けいごろう）
声 - 辻親八
パスカルメイジ僚艦・コールマン（初代・2代）艦長。42歳。艦長としての能力は優秀。「海の男」的性格の持ち主のため、「護衛艦に女は不要」と断言している。しかし七波たちを優秀に思う一面も見られる。そのため、七波にあえて厳しいことを言い、士気を高めようとしている一面がうかがえる。その誠実さと実力により、七波からも尊敬されている。艦で指揮を執る際、部下に対して最後に「〜してみせろ!」が口癖。護衛艦狩りが副大統領を狙って襲撃してきた際にはパスカルメイジの確実な退却のため自ら囮となって時間を稼ぎ撃沈される。その後は重症を負ったものの無事退院し任務を果たした七波たちを称賛した。身長182cm、体重82kg。

### 東ルース共和国
エステレーラ・ジャルディンマール
声 - 門脇舞
14歳の少女でありながら東ルース共和国の副大統領。法学博士号を持ち、ルース国立大学名誉教授を兼任する国際慣習法の専門家として知られ、アジア人権委員会主席副委員長を務めるなど人権問題の専門家でもある。母親から送られた法律書を常に肌身離さず持ち歩いている。副大統領としても申し分無いものの、彼女の理想主義的政策を嫌う者も東ルース国内では少なくない。一方かなりの艦艇マニアで、ステルス性追求により画一化する新型デザインよりも、機能優先デザインである（パスカルメイジのような）旧型艦艇を好み、国際観艦式に向けての航海ではその趣味が結果的に彼女の生命を救うこととなった。相手が女性でもキスで挨拶をするが、それは東ルース独特の風習。身長138cm、体重32kg。本編では呼ばれないものの“エーラ”という愛称がある。
ジョルナダ
声 - 柚木涼香
エステレーラの秘書の1人。冷静沈着な性格の持ち主の女性。優秀とは言え幼さの残るエステレーラに、時に強く意見することもある後見人的存在。
ヴェント
東ルース共和国のSPを務める巨漢。仏頂面かつ無言で、ジョルナダと共に常にエステレーラに随行する。
マリスコス大統領
東ルース共和国の大統領。本編では名前が登場したのみである。周辺諸国との融和政策を進め、またアジア防衛機構への参加を決定したのも彼であるが、結果としてナクロマ共和国との軍事的緊張を生じてしまった。東ルースは国内にも多くの問題を抱えており、そんな中で彼の強引な政治手腕は反発を生み、「ラドム」などの武装反政府組織による抵抗運動にまで繋がっている。

### 悪党たち

#### “護衛艦狩り”
フルード
声 - 佐藤利奈
フリーの女テロリスト。「フルード」はコードネーム。今まで数々の組織を渡り歩き、フリーであるものの、ある信念を持って行動している。フロートに対しては一見つらく当たっているが、実は溺愛している。身長165cm、体重48kg、スリーサイズ86cm/57cm/84cm
フロート
声 - 渡辺明乃
フルードの双子の妹。派手なゴスロリファッションを常に身に付け、8ミリフィルムカメラを帯同している。本来目立たぬことを旨とするテロリストにあって敢えて目立つ服装が、自信の現れと見ることができる。姉妹でレズの関係。身長165cm、体重48kg、スリーサイズ86cm/57cm/84cm
相似形の悪夢
この双子姉妹は「相似形の悪夢（そうじけいのあくむ）」と恐れられ、数々の破壊活動を多く行っている。その出生や素性など、多くが謎と言われている。好戦的な一方、理知的で用意周到。前半（第1話〜第6話）に渡って主に東ルース共和国の武装反政府組織“ラドム”（LADOM＝Luz Armed Defense Organizational Movement、ルース防衛武装組織運動）に加担し、何度もパスカルメイジや七波らの前に立ちはだかった。その際、何故か護衛艦撃沈に強い執着を見せた。最終話においては“テイラーシリーズ”跡に現れ、謎の言動を残した。

ハッサン
声 - 樫井笙人
物語序盤（第1話・第2話）、ヴェッケン艦艦長として“護衛艦狩り”を行っていた男。45歳。所属や身分は不明だが、言動などは海賊より軍人を思わせ、複雑な機構を持つはずのヴェッケン艦（リンドブルム）を指揮するが、その傲慢な性格から同乗したフルードからは軽く見られていた。また、フルードの提言によりリンドブルム強奪を行ったことも自ら口にしており、ミサイルを多用する戦法から有力なバックボーンが居たと考えられる。パスカルメイジと対峙した際、艦の性能を過信し大胆な行動に出たため正体を露呈、ついには艦を撃破された。身長185cm、体重83kg。

#### 企業体リディル
リディル総代表
声 - 中村秀利
巨大複合企業コングロマリットの総代表を務めている。52歳。グランドロア以降、軍需産業を中心として急速な企業育成に成功し、世界随一の企業同盟を組織する。その野望は、飽くなき利益追求欲を満足させるため、全世界を裏から実質的に支配することである。本編では第8話にてランブルフィッシュと会見を行った際に姿を見せているが、他の登場シーンでは黒幕らしく影を落として描かれている。身長170cm、体重80kg。
ラッシュ・ビヨンド
声 - 藤田圭宣
「“暁の葬列（あかつきのそうれつ）”バタフライラッシュ」の異名をとる青年で、現役大学生。21歳。ノイントテーゼを著したハクビと大学図書館にて出遭い、彼女に心酔したことから一連の陰謀に関わることとなる。潜水艦「メトセラ」艦長でもある。ハクビのそばにいつも居るレーゲンを嫌っている。長身かつ痩身、端整な顔立ちで女言葉を喋るオカマ系キャラだが、大胆かつ強気な所を見せていた。非常に優れた戦術眼も持ち、七波の戦術の裏をかく戦法でパスカルメイジを一度は戦闘不能に陥れたが、最終話で乗艦していた「メトセラ」をパスカルメイジからの対潜ミサイル「タンキウム」により撃沈され戦死。身長182cm、体重70kg。
トウテツ
声 - 大橋佳野人
ラッシュの参謀で元大学政治学教授。45歳。ラッシュとは彼が大学に入る前に兵役に就いていた時出会った。現在の名前は本名かどうかは定かではない。学会において彼の持論は異端とされ、孤立していた頃にラッシュと出遭い、彼が切望するノイントテーゼの成就を自身の生き甲斐として見出した。身長175cm、体重76kg。
レーゲン
声 - 皆川純子
ハッキングプログラム「プロヴァンシャル」（第7話）の開発者。14歳。美晴と同じ“テイラーシリーズ”研究所で英才教育を受けていた。年齢の割に容姿・性格が大人びている。美晴同様に口数が少ないが、洋衛軍艦隊が使うオーグ社製OSを侵入した際にその目的を隠すため敢えてネットを使い劇場型演出を行うなど、知能的。その際、プロヴァンシャルを撃退し、侵入をブロックした「パンセ」を見てパスカルメイジに美晴が居ることを知る。身長155cm、体重50kg。
ハクビ
声 - 能登麻美子
リディル総代表の秘書兼アドバイザー。21歳。ノイント・テーゼの草案者であり、その実現に向け邁進するリディルの活動を常に陰で支えている「縁の下の力持ち」。だが、彼女自身はそれについて特に関心を見せず、無感動な表情からその真意を読み取る者は居ない。本名を阿古屋 暦（あこや こよみ）といい、真夏・真秋の実姉。また、七波とターニャの洋衛大学時代の同期でもあり、共に「マーキュリーズ」の一員となった。一時は七波と肩を並べて護衛艦艦長を務めるが、物語数年前に突如起きたケラマ事件において姿を消し、その首謀者と目されていた。身長168cm、体重44kg、スリーサイズ84/54/82。
ノイント・テーゼ（NEUNTE THESE）
阿古屋 暦（ハクビ）が物語中の4年前、洋衛大学時代に仕上げた論文であり、“九つの命題”を意味する。その内容とは、世界を秩序づける統制力の打破、それに伴う自然発生的な緊張とその結果としての拮抗を世界の安寧として位置付ける、という理論である。この先鋭的かつ過激な思想は洋衛軍上層部の眼に触れ、軍内で封印されたはずであった。ところがリディルの得るところとなり、リディルはここに記された“安寧”を実現するために暗躍することとなる。

### その他の人々
ランブルフィッシュ
声 - 園部啓一
パスカルメイジ・クルー達が休暇を楽しんだ（第8話）リゾート地・タアロア島に住む原住民「オロファト族」の長老。オロファト族は海と共に生きる部族で精霊信仰的な考え方を持ち、「グランドロア」さえも「偉大なるロア」と呼んで崇拝する。同島におけるその影響力を当てにしたリディル総代表と面会するが、その申し出をにべも無く退け、憤慨させる。第13話にも登場。
謎の少女
ほぼ全話を通して登場する少女。金色の目に長い黒髪、黒いワンピースと薄桃色のショールを着ており、頭にハイビスカスと見られる花を着けている。毎回ショッピングモールや海岸など、あるいはケースオメガによる廃墟や洋衛軍壮行会場など思わぬところにも登場し物憂げな表情を見せるが、一言も発することは無い。エンディングでも岸壁から沖を航行するパスカルメイジを見送っている。こうしたことから物語上重要な人物かとも想像されるが、実は監督のふじもとよしたかによれば（DVD第1巻添付ブックレットより）、毎回本編終了時に表示される「To NEXT」表記と共に、彼自身がかつて携わった“某作品”のオマージュである。また、本編では触れられないものの、実はランブルフィッシュの孫である。
セイコ・トッティ
声 - ？
劇中における人気キャスター。赤いショートヘアに黄色いワンピースが特徴。単なるニュースにとどまらず、天気予報や『藍堂理季（らんどう りき）先生のマリタイム風水』まで、その活動範囲は幅広い。洋衛軍によるランスィール海賊討伐作戦には先遣艦隊旗艦「スィートフラッグ」に便乗してレポートを行い、同艦がメトセラおよび海賊に撃沈されると脱出し、後日ニュース番組においてコメントを述べていた。

## パスカルメイジ
| スキピオ級フリゲート艦                | スキピオ級フリゲート艦                            | スキピオ級フリゲート艦                            |
| ------------------------------------- | ------------------------------------------------- | ------------------------------------------------- |
| 写真はモデルとなった むらさめ型護衛艦 |                                                   |                                                   |
| 要目                                  |                                                   |                                                   |
| 排水量                                | 基準排水量                                        | 3,420t                                            |
| 全長                                  | 124m                                              | 124m                                              |
| 全幅                                  | 19m                                               | 19m                                               |
| 深さ                                  | 7.4m                                              | 7.4m                                              |
| 吃水                                  | 5.5m                                              | 5.5m                                              |
| 機関                                  | 液化メレジン型水素ガスタービンエンジン 4基2軸推進 | 液化メレジン型水素ガスタービンエンジン 4基2軸推進 |
| 機関                                  | 超伝導プロパルサー 2基                            |                                                   |
| 機関                                  | 水流ジェット方式 2基                              |                                                   |
| 速力                                  | 最大42kt                                          | 最大42kt                                          |
| 定員                                  | 48名                                              | 48名                                              |
| 武装                                  | 155mm単装速射砲                                   | 1門                                               |
| 武装                                  | ファランクスTHEL-CIWS                             | 2基                                               |
| 武装                                  | アルヴィースCIWS                                  | 2基                                               |
| 武装                                  | 57mm高速射砲                                      | 2基                                               |
| 武装                                  | Mk.62VLMSVLS                                      | 64セル                                            |
| 武装                                  | 四連短SAMランチャー                               | 2基                                               |
| 搭載機                                | PV16-C シーガル                                   | 1機                                               |
| 言語                                  | 表記                                              | 表記                                              |
| 日本語                                | -                                                 | -                                                 |
| 英語                                  | -                                                 | -                                                 |

パスカルメイジ（Pascal Magi）は、ハルニコ警備保障実務船舶部第7課所属の護衛艦。艦番号は102。南波島のハルニコ埠頭を母港とする。本作品の主役メカであり、物語の大半は本艦が海賊やテロリストと繰り広げる戦い、および航海中または停泊中の本艦内外で営まれるクルー達の日々である。

### 来歴
本艦の原型となったのは、イタリア海軍にて退役、長らく動態保存されていたスキピオ級高速フリゲート4番艦「シルド ブレイブ（Shield Blave）」（イタリア海軍籍であるが、同級の建造はヨーロッパ連合により設立された「地中海正常化委員会」が推進しており、4番艦は主にイギリスの出資により建造されたため英語で命名された）である。この老朽艦をハルニコ社実務船舶部が格安で購入、グランドロア周辺の海賊に対抗する民間護衛艦として艤装を施した。この際、艦長となる美咲七波の意見を多く取り入れ、故に旧式小型であるにもかかわらず、この規模としては異例の重武装艦であり、その戦闘能力は高い（速度だけは原型（50ノット）より若干低下している）。こうした背景を持つため劇中に登場する他の艦艇に比べ現代の同種艦艇に近い艦影を持つ。なお、シルドブレイブがパスカルメイジに改装される経緯などはアニメ本編では触れられていないが、DVD添付ブックレットや後に出版された『タクティカルロア COMPLETE BOOK』などに詳述されている。後者にはシルドブレイブ時代を描いたラフ画も掲載されており、それによると艦橋などパスカルメイジの面影を持ちながら棒マスト1本でバルジも無いなど、より現代の艦艇に近い姿をしていた。建造は21世紀中盤とされ、一方で同艦の艦齢は50年以上との記述が見られるが、パスカルメイジへの改装は物語数年前の慶良間事件以降、七波のハルニコ着任時とされているため、その生涯の大半はシルドブレイブとして動態保存されていた年月である。
同社における主力護衛艦ラジダエ級ではなくわざわざ軍払い下げの艦を改修したこと、およびその改修について七波の希望が採用された理由は、彼女が元洋衛軍エリート「マーキュリーズ」の一人としてヘッドハンティングに応じた際に出した条件に基づく。その条件とは即ち、「理想の艦」「理想のクルー（個々に対する面談の上での登用）」「理想の副長（ターニャの同伴乗艦）」などである。この要求に従って彼女の理想として誕生したのが本艦であった。加えて、彼女自身によって選抜されたクルーにより、本艦は時としてカタログスペック以上の性能を発揮する。
元となった「シルド ブレイブ」は（現代のMEKO型フリゲートのような）モジュール構造を持ち、パスカルメイジもその特徴を継承している。故に本艦は整備や修理・改修などの利便性に優れている。七波の希望通りの改修を施すことができたのも、劇中に幾度か損害を受けつつ早期に復帰できたのも、このモジュール構造によるところが大きい（修理は破壊部分をモジュールごと交換する形で行われるため）。
また、精密機器メーカー・小笠原技研とハルニコ社との間に結ばれたモニタリング契約の対象艦となっており、技研で開発された先端技術をいち早く搭載している。これは技研において開発された新システムの実地試験およびフィードバックを行う見返りに、安定性未確認ながら最新の技術を安く提供される、という契約であり、技研の技術者である凪宮漂介が本艦にやってきたのもこの契約に基づくものであった。

### 広告塔としてのパスカルメイジ
元洋衛軍エリートの艦長、社で型式の唯一異なる艦、乗員全てが女性クルー、といった側面を持つためか、本艦はハルニコ社で最も目立つ艦である。劇中の大規模電子掲示板には「【パスカル】アリスブランド観測版【メイジ】」なるスレッド（劇中のままの表記だが「版」は「板」の間違いと思われ、現代電子掲示板などにおける当て字文化と共通するものであろう）が立てられ、「蓮刈」のあだ名が与えられているほど。同スレッドにレーゲンが現れ、ハッキングにより混乱する艦内が盗撮動画として公開されると盛り上がったが、その騒ぎが収まったかと思いきや同艦が軍潜水艦と遭遇すると掲示板にはパスカルメイジを心配する書き込みが行われ、それがハッキングプログラムの残滓による幻影であり本艦が無事であると知れると現実世界で安堵するファンの姿が描かれていた。そのほかにも、劇中webでの検索では数多くの記事が見つかったらしい。
ハルニコ社においても、本艦は広告塔としての役割を担っている。国際観艦式においてコールマンと共に同社展示の目玉として選ばれ、また雑誌表紙や同社CMなどにも登場している。さらに、損傷を受けた際に復帰が早かった理由としても、上記のモジュール構造による整備性の高さと並び、社が広告塔としての本艦修理を優先させたことによるところが大きいとされる。そうした事情や先に述べた背景、あるいは小笠原技研の最新技術を真っ先に導入していることへのやっかみもあってか、僚艦の男性クルーや本艦を良く思わない濱口担当監などからは“少女趣味の艦”を意味する「アリスブランド」と揶揄されることがある。

### 諸元
- 全長124m、全幅19m、深さ7.4m、喫水5.5m、基準排水量3420t、満載排水量4250t
- エンジン：液化メレジン型水素ガスタービン4基
- 推進方式：（主）超伝導プロパルサー2基（艦底部に突出したコルトノズル部）、（副）水流ジェット方式（艦尾埋込式）
- 速力：公称約42ノット、搭乗員数48名
- 艦体は劇中に登場する他艦艇のような複数胴体やサイドハルなどは持たず、現代護衛艦と類似の艦体を持つ。ただし両舷には大型バルジを装着、姿勢制御のため艦首（艦番号のやや後ろに当たる喫水線下）両舷に2門ずつのスラスターと、艦中央後部両舷には大型のフィンスタビライザーを持つ。
- 上部構造物の特徴としては艦橋後方煙突間に2本あるマストがあり、左舷側は（現代のアーレイバーク級ミサイル駆逐艦のような平面型ではあるが）従来型の棒状マスト、右舷側には覆いの着いたエンクローズドマストと呼ばれるものが装備されている。これは在来型探知機器と最新探知機器とを組み合わせることで信頼性を増そうという七波の案によるもの。

### 兵装
155mm単装砲
艦首に装備された主砲。既存のステルス自走砲の主砲を流用した、電熱化学砲。誘導弾、ロケット補助推進弾などを装填可能。基本的に海上の大型固定目標や港湾拠点防衛などを目的とするため、専らミサイルによる応酬に終始する本作の海戦シーンでは使われることは無かった。第13話において一度だけ、発砲シーンがある。
現実にも予算削減のため自走砲の主砲を艦艇に装備する案はあり、本作ではそれを先取りした、と説明されている。実際ドイツ海軍ではPzH2000をザクセン級に試験的に搭載しており、現在計画中のF125フリゲートにも搭載が検討された。
Mk.62VLMS
主砲後方甲板に設置されたSAM・SSM共用VLS。1基8セルを8基、合計64セル搭載している。本作ではVLSをVLMS（Vertical Launching Missile System）と呼称する。劇中、敵艦を攻撃する際のメイン武器として使用されていた。
レーヴァテイン
VLMSから発射されるステルス対艦巡航ミサイル。名前の由来は北欧神話より。リディルの系列企業トレヴェリ社製で、鮮やかな赤紫色で塗られている。圧縮空気によって垂直に射出されると落下しながらロケットモーターに点火、海面すれすれを超音速で飛行しながら敵艦に接近し、敵の射撃管制レーダーを探知すると可変翼を展開して回避運動を行いつつ目標に突入する。自律型AIを搭載、終末誘導には複合センサーを使う。
主に物語前半、オリビエ撃沈時の反撃やヴェッケン艦に対する攻撃に使われた（第1・2話）。オープニングでも多数の本機を撃ち込むシーンが見られる。
スモークロケット
VLMSから発射される、煙幕弾。射出されると上空でパラシュートを展開、ラッパ状の噴射口から煙幕を展開してパスカルメイジを隠蔽する（第6話）。持続時間はそれほど長くない。
スティガンテ
VLMSから発射される対艦魚雷。海賊により利用されることが増えた大型タンカーに対して水面下にダメージを与えるべく搭載された。発射されると目標近くまでロケットモーターで飛翔、弾頭が分離して着水すると魚雷として目標を目指す。
本来海賊を相手とする民間護衛艦は条約により対潜装備を持てないが、本魚雷は設定深度を書き換えることで対潜水艦戦に転用することも可能である。ランスイール沖海戦において、洋衛軍を壊滅させた敵潜水艦「メトセラ」への攻撃に使われた（第10話）。
タンキウム
VLMSから発射される対潜魚雷。発射から着水までの過程はスティガンテと似ているが、着水後は自立型AIによりお互いの探知情報を共有しながら敵艦へ向かう。
本来は条約によって民間護衛艦には対潜装備が禁止されているにもかかわらずパスカルメイジに搭載された背景には、東ルース人道支援前、洋衛軍によって出された民間警備会社への協力要請の際、陸待が政治的交渉の末、認めさせたものらしい。本魚雷の搭載により、パスカルメイジはメトセラと互角の戦いに臨むことができた。

57mm高速射砲
VLMSを挟んで艦橋前両舷に配置された速射砲。毎分100発の射撃速度に大仰角を持つため、対艦・対空両用砲として利用される。主に対空ミサイルによって撃ち漏らされたり、接近した状態で探知された航空目標に対して使用された。近接信管により、命中せずとも目標付近に弾幕を形成することが可能。アルヴィースCIWSと共に、劇中最も多く使われた。
THEL-CIWS（せる・しうす）
艦橋前の甲板より高い台座と、格納庫屋根後端に装備された最新式対空兵器。名前は「Tactical High Energy Laser CIWS」の略。高速射砲やアルヴィースCIWSなど従来型対空砲が実体弾を空中に撒いて弾幕を張る「点」の対空手段であったのに対し、高出力レーザーを照射することで「線」または「面」による対空防御を行い、速度のあるミサイルでも複数同時に迎撃することができる。ただし、高出力ゆえに発射には多くの電力を要するため、頻繁には使えない。劇中では第13話冒頭において、ナクロマ共和国艦隊より発射された夥しい「アルファル」ミサイルを迎撃するために使われたのみである。発射（照射）から命中までのタイムラグがほとんど無く、光の帯が走ることも無いというある意味リアルな描写であった（※「光」を使って攻撃するので、撃った次の瞬間には目標へ命中（到達）する）。
本艦装備中、唯一SF的な光学兵器だが、実際に同名対空兵器が開発されているという。また、本作海戦シーン制作において毎回スタッフを両陣営に分けた「作戦打ち」なる会議を行っていたが、なぜかパスカルメイジ側がTHEL-CIWSを使う局面は無かったという。
アルヴィースCIWS
格納庫の屋根両側張り出しに設置された近接対空防御兵器。毎分3600発を発射する40mmガトリング砲を上下2門搭載し、その射撃能力は実質片舷毎分7200発を誇る。敵脅威を感知すると砲両側のセンサーが起立（動物の耳のような形になる）し、全自動で迎撃を行う。レーダー誘導の他、光学照準やレーザー誘導も可能で、上下左右に稼動するマウントにより360度カバーする。劇中、ミサイル迎撃に最も多く利用された兵器の1つ。
四連短SAMランチャー
甲板最後尾に設置された、4連装艦対空ミサイル発射装置。両舷1基ずつ計8門を装備する。一段高い飛行甲板の下に装填機構があり、発射の際にはランチャーにレールが渡されて4基ずつのミサイルが装填される。この際、人手は全く必要無い。1基辺り4発発射するごとにランチャーの向きを直して装填する必要があるため連射性能には欠けるが、ランチャー内でロケットモーターに点火して発射するのでVLMSよりもミサイルの初速が速いのが特徴。
フェルメール
四連短SAMランチャーより発射される個艦防空ミサイル。オランダ系軍需企業フランドール社製で、セミアクティブホーミングのため艦による誘導を要するが、ノズルに4枚の推力偏向フィンを備え旋回性に優れ、また軽量なので加速性能にも優れる一方、さらに十分な破壊力を持つ弾頭により、近接する敵機や敵ミサイルを的確に迎撃する。白または銀色の弾体で劇中ではくびれた部分が緑色で塗られている。
エプタム
第12話・第13話にて装備された、新型対空ミサイル。フランドール社のフェルメール後継ミサイルで、全体的に性能が向上している。名前については当初、アイヌ伝承由来の「エペタム」（アイヌ神話の人喰い刀で、祈るとひとりでに飛んでいき敵を追い払うとか、人を喰う、光の尾を引いて飛ぶ、とも言われる）と名づけられたが、流通の過程で「エプタム」と誤って伝わり、それが定着したらしい。劇中ではナクロマ艦隊が発射した多数のアルファルや、メトセラが発射したイクスラ05のバス弾頭をも撃墜した。

チャフ/フレア散布装置
パスカルメイジ側面、煙突基部のハルニコ社ロゴ上部に設置されたチャフおよびフレア散布装置。8×2基の発射装置が3組装備されている。戦闘時、対応困難な数の敵対艦ミサイルなどに襲われた際（第2話、第13話など）、用いられた。パスカルメイジ後方に艦同様の大きさの虚像を展開、ECMと併用することで敵ミサイルをかく乱する。なお、この時代の兵器のほとんどは欺瞞しにくい複合センサーを持つが、本艦が通常対峙する海賊が使用するものは安価な旧式兵器であることが多く、また整備不良による機能不全も多いことから、こうした原始的防御手段も充分に有効である。
ニードルマイン
近接防御兵器。投射器はチャフ/フレア散布装置と併設されている。他の防御手段では対応困難な超至近距離に侵入した敵ミサイルに対して用いられ（第2話）、発射されると弾頭が無数の小型弾として拡散、弾幕となって敵ミサイルを撃墜する。敵ミサイルの破壊そのものよりも軌道を変更させることにより艦の重要部分への直撃を防ぐことを目的とするため、迎撃に成功しても破片などによる損傷は免れない。
自航式音響デコイ
対音響・磁気魚雷防御兵器。パスカルメイジ艦尾にある観音扉から射出される大型の囮装置で、イルカを思わせる姿をしている。射出後、内蔵AIにより自律航行しながらパスカルメイジと同様の音紋・磁気特性を発して魚雷を誘引し、パスカルメイジを防御する。
「カモメ」
正しくは、全天候型VTOL哨戒機PV-16C“シーガル”。前進翼と大型のカナード、Y字型（一見V字型に見えるが、機体下部側にも尾輪支柱を兼ねる尾翼が装備されている）尾翼を持つ高性能機。航続力が長く、探知性能も優れる。コクピットは並列タンデムタイプで定員は4人だが、パスカルメイジにおいては機長の翼、副機長のクミコ、ナブのシイナの3名により運用される。コクピット下部は哨戒能力向上のため「ポップアイ」と呼ばれる涙滴型キャノピーがあり、乗降時にこのキャノピーを開けて座席ごと降ろすことも出来る。着陸装置は4脚あり、離陸後、前輪は収納され、主脚はベントラルフィンと一体化する（尾輪のみ稼動しない）。非常に優れた運動性能を誇り、本来は離着陸に用いる下部ノズルを飛行中に噴射してミサイルを回避するシーンも見られた。母艦収容時には主翼が折りたたまれており、発進前に自動的に展開することができる。
民間哨戒機であるため、条約により一切の武装が認められていない。しかしながら翼の機転と巧みな操縦技術によって消火弾で七波と陸待の危機を救ったり（第2話）、プロペラントタンク（追加燃料槽）を使い急降下爆撃を行ったり（第6話）、亜音速飛行による衝撃波でヴェッケン攻撃ヘリを弾き飛ばすなどの活躍を見せた。
高性能である一方、その重量と大きさがネックとなっており、本来はラジダエ級護衛艦を前提として購入された機体であるため、より小型のパスカルメイジでの運用は困難も伴うとされている。

## パスカルメイジ以外の主な登場兵器

### ハルニコ警備保障
ラジダエ級護衛艦
商業護衛を目的として設計されたフリゲート艦。経済効率を重視し、全自動化・少人数化がなされている。その船体はステルス性を重視した設計になっており、凹凸の少ない平面的なデザインが採用されている。また、推進抵抗の極めて少ないトリマラン船型と呼ばれる三胴式船体を持つ高速船でもあり、その姿は現代におけるウェーブピアサー型に類似する。船体は一様に白く塗られ、側面に青と水色のラインが入れられており、喫水線下は緑色。パスカルメイジ側面の幅広い帯と社名ロゴを含め、こうした鮮やかな配色となっているのは、本来ならば護衛付きの船舶は襲わない海賊に対する警戒色としての意味合いがある。
全長142.11m、全幅43.13m、喫水4.2m、基準排水量3850t、満載排水量5200t、エンジン；EHGRタービン、最大速力40ノット（以上の要目は主に「オリビエ」のもの）。武装については外部より艦首主砲が望見できるほか、CIWSやVLMSを装備しており、艦後部には幅広い飛行甲板を備える。
本級はハルニコ社における主力護衛艦として就役しており、同型艦として「オリビエ」「コールマン（1・2代）」のほか、「モンゴメリー」「フォンテーン」「ノーマシアラー」が東ルース共和国人道支援活動（第12・13話）の際、登場した。
オリビエ
ハルニコ所属のラジダエ級護衛艦。艦番号PE131。第1話冒頭劇中、パスカルメイジと共に民間船舶を護衛中に護衛艦狩りの奇襲攻撃を受け、対艦ミサイル「アルファル」2発を被弾して沈没する。
コールマン
ハルニコ所属のラジダエ級2番艦。鯨伏艦長の乗艦で、艦番号PE132。国際観艦式に向かう東ルース共和国のエステレーラ副大統領護衛任務の遂行中（第4話）、ミサイル艦艇による突如の襲撃を受け大破、民間船舶が渋滞するカラムアレイ海峡にあって反撃もままならない中で波状攻撃を防戦しつつ、パスカルメイジに乗った副大統領を脱出させるため奮戦、轟沈した。なお、これに先立ち（第2話）謹慎処分を受けたパスカルメイジの対岸に停泊して同艦クルーをからかっていた男性クルーや、同時にパスカルメイジの整備に来て翼に声をかけていた男性クルー（ケンジ・オーランド）も本艦クルーである。また、前半におけるエンディングにも登場している。
コールマン2（コールマン ツー）
第12話より鯨伏艦長の新たな乗艦として登場したハルニコ所属のラジダエ級護衛艦。艦番号はPE136。東ルース共和国に対する人道支援活動に出撃したハルニコ艦隊の旗艦を務めた。後にパスカルメイジと共に強力なナクロマ共和国艦隊と交戦する。さらに第12話より、先代コールマンと同様にエンディングにも登場する。

### 洋衛軍
スィートフラッグ
ランスイール諸島海域における海賊掃討作戦（第9話）に出撃した洋衛艦隊の旗艦で、艦番号301。全長300m超級の双胴艦体を持ち、各所にハニカムデザインを施すなど巨大ながらステルス性を意識した設計となっている。また、航海艦橋の他に大規模艦隊指揮のための大型旗艦設備を持ち、その代わり個艦防御以外の兵器を持たず、外観では左舷艦首側に単装砲3基と後部に艦載機発着甲板3枚が確認できる。ランスイールにおいて先遣艦隊旗艦として報道特派員などを乗せ進撃していたが、搭乗していた司令長官に慢心と油断があり、また想定していなかった潜水艦（メトセラ）による奇襲攻撃を受け、対艦多弾頭ミサイル「イスクラ05」のバス弾頭を多数被弾、大破したところに海賊による追撃を受け轟沈した。
後方支援艦隊旗艦
ランスイール諸島海賊掃討作戦においてパスカルメイジらが属していた後方支援艦隊を指揮していた洋衛軍旗艦で、艦番号302。スィートフラッグより小型ではあるもののよく似た双胴艦体を持ち、より小さな艦隊を指揮する旗艦設備を備えている。ランスイール沖海戦終結後、パスカルメイジクルーの救助を指揮、同クルーたちを収容した。
駆逐艦
洋衛軍統一規格艦艇。大型サイドハルを付けた細長い艦体と前後2本の高いエンクローズドマストを持つ大型艦艇で、後部マストの大型レーダーを常に回転させている姿で描かれる。また、単装主砲2基を艦首に非対称に（オフセット）配置しているのも特徴であり、艦後部には哨戒機運用のため飛行甲板1枚を持つ。ランスイール沖海戦（第9・10話）、ナクロマ共和国海上封鎖（第12話）などのほか、オープニングにも多数の同型艦が隊列を組んで登場する。ただし、その中で艦名が判るものはランスイール沖海戦にてスィートフラッグ撃沈後に艦隊旗艦となったボールドウィン艦長の「フェイロン」のみである。

### 護衛艦狩り
ヴェッケン艦
序盤の護衛艦狩りの中心を担っていた大型艦。その正体は演習中に強奪された洋衛軍東太平洋艦隊技術開発群隊所属の先端技術試験艦「リンドブルム」である。実験艦ゆえ武装は最低限しか装備されていないが、同一ターミナルを有する艦艇をあらゆる電子探知より隠蔽する最新鋭ステルス装備「ヴェッケン・システム」のホスト艦であり、その船体も垂直面を一切廃したステルス設計。また、補助ステルス機能として周囲に人工霧を発生させる高圧噴霧システムを持ち、艦橋および上部のヴェッケンシステムアレイ群を残して船体の大部分を水没させられる半潜水機能など徹底して被発見率を下げる機能を持ちながら、その一方で電子妨害の中にあっても敵を捕捉する高い探知機能とそれを処理する高精度の量子コンピュータをも併せ持つ。また、ウェーブピアサーと呼ばれる高速艦首と両舷に大型サイドハルを持ち、荒天下においても高速を発揮することもできる。
ハッサン艦長の指揮のもと、その高いステルス性能を利用した奇襲攻撃でオリビエ（第1話）など多数の護衛艦を屠っていたと見られるが、フリードキン護衛中のパスカルメイジを襲った際、スパイラルバンドに逃げ込んだ同艦を追撃しようと浮上し、激しい荒天に突入したためヴェッケンシステムを含む探知妨害機能が麻痺、存在を露呈してしまう。それでもなお追跡した結果、螺旋雲のわずかな隙間で待ち伏せていたパスカルメイジからの対艦ミサイル「レーヴァテイン」2発の直撃を受け、大破した。その後、船体は洋衛軍によって回収、乗組員は拘束された。
全長163.8m、全幅46.8m、喫水9.2m（浮上航行時）、基準排水量6520t、満載排水量7060t（浮上航行時）・8200t（艦橋深度潜行時）、エンジン：密閉循環MHD駆動・水流ジェット推進、最大速力52ノット
兵装 - 155mm水密型単装砲1門、VLMS 2基（艦首32セル1基・艦尾16セル1基）、統合対空兵装システム 2基
本艦は艦橋深度潜行時に正面から見たアングルが凶悪な顔に見えるが、これは一目見て「悪役」をイメージさせ、また「強敵」を感じさせるキャラクター性を演出したものである。
ヴェッケンシステム
主に本作前半においてパスカルメイジらを苦しめた最新ステルスシステム。敵レーダー波に対して同波長・逆位相の電波をもって相殺してしまう「アクティブステルス」、自艦が発するレーダー波や通信波を自然電波に偽装する「イレギュラー・ウェーブ」、敵側通信やデータリンクを妨害する「セセッション」の3システムから成る積極的電子偽装手段（スプーフィング＝成りすまし）。艦上に多数の正三角形から成るヴェッケンシステムアレイを搭載することによりホスト艦との間にデータリンクを結び、一定範囲に影響を及ぼす「エリアステルス」も可能。リンドブルムに搭載されていた実験システムはテロリストによりコピーされていた模様で、同艦回収後も本システムを搭載した兵器による襲撃が行われた。
ミサイル艇
護衛艦狩りの実行部隊を担う小型艇。前世紀に設計された旧式快速艇だが、艦橋上部に「ヴェッケン・システム」のターミナル機器を搭載しており、ホスト艦を中心として高いステルス性を発揮することができる。武装は前後主砲2門と後部副砲（以上は外観による）の他、対艦ミサイル「アルファル」専用ランチャーを4基搭載する。
全長56m、全幅18.7m、満載排水量560t、エンジン：液化メレジン燃焼還元サイクルエンジン、最大速力60ノット
アルファル
主に前半の“護衛艦狩り”に使用された超音速艦対艦ミサイル。艦上ランチャーより発射され、ロケットモーターで音速に達するとラムジェットにより速度を維持したまま目標に向かう。開口部を囲むように弾頭に3基突き出たラムジェットの突起が特徴で、「トレフォイル（三つ葉模様）」とも呼ばれる。ヨーロッパの独立系軍事企業トレヴェリ社のヒット商品で、パスカルメイジなどが搭載する同社製ミサイル「レーヴァテイン」の1世代前に当たる。旧式ながらも実績と高い信頼性、さらに安価なことによりブラックマーケットにおける需要も高い。“護衛艦狩り”が使うものは本機の高機動型で、洋衛軍を含む6カ国で配備されている。
全長6.15m、直系40cm、フィン最大幅1.7m、発射重量980kg、弾頭重量182kg、最大射程150〜200km、速力2400m/s
偽装コンテナ輸送船
国際観艦式に向かうエステレーラ副大統領を狙い、コールマンを襲った“護衛艦狩り”の中核船（第5話）。一見普通の民間輸送船だが、ヴェッケンシステムアレイを船体各部に持ち、ホスト艦としての機能を持つ。また、船上の偽装コンテナにミサイル艇を収容する母艦としての役割も果たす。カラムアレイ海峡にひしめく民間船舶に紛れ込み、4隻のミサイル艇を発進させてコールマンを襲撃した。実はリディルより東ルース反政府テロ組織「ラドム」（ルース武装防衛組織運動）に供与された船であり、そこにくみしていたフロード・フルード姉妹によって無線誘導されていた。後に当局によって船内に踏み込まれると主要システムを爆破して証拠を隠滅した。
ヴェッケン攻撃ヘリ
カラムアレイ海峡を脱し廃棄プラント海域に入ったパスカルメイジに襲い掛かった攻撃ヘリ（第6話）。全体に角張った形状のステルス対戦車ヘリコプターで、2本のテールブームを持つノーター機。コクピットがキューポラ状になっており、一見無人機のように見える。5機が出現し、うち2機は大型対艦ミサイル「アール」を搭載していた。実はこれもリディルより「ラドム」に供与された兵器で、フルードにより遠隔指揮されていた。ローター上部や翼端などに小型のヴェッケンシステムを搭載、また探知の困難な廃墟に潜んでいたため、レーダーによる探知・照準・追尾を封じられたパスカルメイジは目視および光学システムのみによる苦戦を強いられた。
主ローター直径16.84m、主ローター翼弦長0.66m、全長（主ローター先端 - 尾翼後端）20.08m、胴体長17.86m、翼幅7.8m、最大高6.77m、胴体高5.04m、空虚重量5420kg、エンジン：T924-UT-218ターボシャフト、出力2250kW×2
アール
一部のヴェッケン攻撃ヘリが装備していた大型対艦ミサイル。ズブル社製ミサイル「フリーゲンダー・フィッシュ（トビウオ）」を某国がデッドコピーしたもので、揶揄の意味を込めて「アール（ウナギ）」と呼ばれる。機動性には劣るが加速性能が高い。本来は大型航空機搭載用ミサイルであるため、これを搭載したヘリは飛行状態が不安定になっていた。
全長8.13m、直径87cm、フィン最大幅1.7m、発射重量2600kg、最大射程100km、速力1160m/s

ヴェッケンシステム
ケースオメガにより廃墟と化したプラント跡地に設置されていた、同システムのホスト。廃墟にあった高い鉄塔上に正三角形のヴェッケンシステムアレイが多数設置されており、限定的ながら空域内のヴェッケン攻撃ヘリを電子的に透明化させていた。周囲が無数の廃墟に囲まれていたため、なかなか発見されなかったが、処理用量子コンピュータの冷却に海水を用いていたため、海水温度の異常に気付いた翼らの「カモメ」によって発見されてしまう。
イストリチェ
ヴェッケンシステムが配された電波塔を守るべく配置されていた、低空域用地対空ミサイル。イタリア語で「ハリネズミ」を意味する名を持つ。本来は歩兵用携行兵器であり、1発ずつ発射装置に収められていて、小隊規模でも扱うことができる。劇中では固定設置されており、フロードにより遠隔発射されていた。発射されると目標付近で弾頭が6基の小ミサイルに分かれて命中率を高めるよう設計されている。
全長1.22m、直径16cm、発射重量12kg、最大射程200〜6000m

メトセラ
ラッシュ・ビヨンドが指揮する試作攻撃型潜水艦。リディルによって極秘裏に北欧ナルヴィック造船所で建造された。大王イカを思わせるそのフォルムは「カーボン・スピアバウ」（Carbon Spear-bow）と呼ばれており、新素材耐圧殻により水圧に左右されることなく、流体力学的に極めて優れた姿となっている。そのため、従来型攻撃潜水艦に倍する巨体にもかかわらず優れた機動性能を発揮する。また、潜航性能を追求するための収納式可動艦橋、静粛性の向上のためにリニア推進などの革新的な技術を採用した高い性能の艦であるが、「癖の強い操作性」のため、扱いが難しい。また、海水温と塩分濃度を制御し、層水を形成することで、ソナーから逃れる「レイヤー・エキスパンション・システム」を搭載した最初の潜水艦でもある。本艦がラッシュに与えられた背景には「対水上艦艇戦闘におけるデータ収集」の目的もあったとされ、艦体側面には彼のパーソナルエンブレムである巨大な蝶が描かれている。水上航行能力には乏しい。
ランスイール沖海戦において海賊討伐に赴いた洋衛軍の大艦隊を一撃で撤退に追い込み、唯一自艦を探知し反撃を試みたパスカルメイジを翻弄して窮地に陥れた。
全長303.944m、全幅46.626m、全高48.567m、中央艦体最大径36m、水中排水量64500t、自重（運用時最大）52600t、エンジン：密閉循環MHD駆動・水流ジェット推進・超伝導電磁推進、最大深度800m、無音潜行可能速度30ノット（表面摩擦軽減システム利用時）、最大速度62.5ノット（計画）
武装 - 67cm水圧式魚雷発射管9門、高速魚雷発射管2門、レイヤーエキスパンションプローブ、SLM22セル、後部機雷等発射管3門
イスクラ05（イスクラ ノーリ・ピャーチ）
ロシア語で「閃光」を意味する名を持つ多弾頭対艦ミサイル。メトセラのSLM（垂直発射管）から発射され、海面より上昇して目標上空に達すると、弾頭から「バス」と呼ばれる無数の小弾頭を発射する。個々の「バス」は火力も射程距離も小さいが、上空から発射することによる加速度でそれを補っており、また夥しい数が発射されるために回避が非常に困難。ランスイール沖海戦において、洋衛軍先遣艦隊の3割を瞬時に無力化した。
全長14.7m、直径1.86m、弾頭重量35kg、最大射程50km、バス射程5km（発射方向・角度により左右される）
ECMブイ
後述する対空機雷と共に後部ハッチから射出される電子妨害装置。射出後、海面を浮遊しながら機能する。劇中では具体的機能は明かされていない。
マルチバンドECMシステム、レーザー通信ジャミングシステム、パッシブ光学・赤外線センサー、燃料電池出力35kW1基、最大寿命2日
対空機雷
メトセラの後部ハッチから射出され、海面に浮遊する4連装発射装置から撃ち出される対空ミサイル。メトセラはこれにより、従来の潜水艦にはあり得なかった航空機に対する迎撃能力を発揮する。ランスイール諸島沖にてメトセラを探知、追尾していた翼のカモメを撃墜した。
全長2.95m、全幅0.16m、フィン幅0.65m、発射重量86.5kg、弾頭重量10kg、最大射程15km、最大速力1060m/s
TF-64魚雷
メトセラのメイン武器となっている魚雷。一般的な魚雷と異なり、細い先端を持つ平たい形態をしている。艦首発射管はもちろん、SLMハッチからも発射でき、対潜ミサイル「タンキウム」の弾頭魚雷を迎撃することもできた。メトセラの魚雷発射管は高圧発射方式を用いることにより、魚雷の連続発射時にさえ敵に探知されにくい構造になっている。
全長4.83m、舷高0.67m、最大射程80km、最大速度75ノット
ピラー
試作高速魚雷。メトセラから直接発射されるものではなく、海底に予め設置された「TPステーション」と呼ばれる4連装発射装置により発射される。TPステーションはメトセラから射出されると一定距離を自走、その後、海底に固定される。魚雷弾体は先端が鋭利なひょうたん型をしており、スーパーキャビテーション方式により通常魚雷の数倍という驚異的な速度で目標を追尾する。あくまで速度を重視した設計であるため、追尾能力と弾頭の破壊力はあまり高くない。なお、「ピラー」とは設定における名称であり、劇中では単に「高速魚雷」と呼ばれている。
全長5.76m、直径0.88m、最大射程20km、最大速度260ノット
誘導機雷ハリバット
メトセラ搭載の着底設置型自走誘導機雷。一見、魚を思わせる姿をしており、設置されると海底に横たわる形で着底する。複合センサーにより目標を識別すると起き上がり追尾を開始、目標に触接または近接することによって起爆する。ハイブリッド海水電池により、最大2週間の寿命を有する。
最大速度50ノット、攻撃射程10km、長期待機モード18か月
レイヤーエキスパンション・システム
歴史上初めてメトセラに搭載された、画期的潜水艦隠蔽システム。それぞれワイヤーで繋がれた3基一組の「レイヤーメイカー」を射出、それが形成する三角形のエリア内で海水を電気分解することによって塩分濃度を低下させ温水を生成する。それによって作り出された「層水（レイヤー）」では潜水艦探知のため水上艦が発するソナー音波は遅延して上方に歪曲され、一方で層水の下にある冷水層では音波は加速して下方に歪曲されるため、この低濃度変温層と冷水層の間にソナー音波が届かない層（サイレントゾーン）が形成される。このサイレントゾーンに艦を置くことによりソナーによる探知を逃れる、というのがこのシステムである。層水が形成されるのは比較的短時間であり範囲もあまり広くないという問題はあるものの、一時的にせよ完全に探知を不可能にしてしまう斬新な機能である。

### その他
フリードキン
沈没船の調査・引き揚げやフローティングドックの機能を持つ多様途作業調査船。

## 用語

### 地勢
南波島（なうみじま）
西太平洋上に浮かぶ巨大な人工島。建造開始はグランドロア発生以前とされ、ケースオメガでも直接的な被害が無かったが、間接的影響により完成は大幅に遅れることとなった。劇中に図示されることは無いもののグランドロアに比較的近い位置にあり、建造途中にもかかわらず各国の調査前線基地とされた。その後、グランドロアに近いが故に通常の台風が接近することが無いという好条件であったことから、枯渇した石油燃料に代わる各種新型燃料の生成プラント要地として注目された。一大工業プラントとして発達した南波島は、その従業員の居住地や公共施設を増設する形でさらに発展、ついには政府による「海上遷都計画」に基づき特別行政区としての都市化が進められた。こうして南波島は、西太平洋の交通の要として、世界有数の巨大人工海上都市となったのである。
島は中央にごく小さな自然島、その周囲をドーナツ状に人工島が囲む。人工島部分には環状線のシャトルライナー（大型の列車）が運行され、島の遥か西に浮かぶ4000m級滑走路を持つ飛行場と結ばれている。都市構成は大まかに北部にリゾートエリア、北東部に居住区、南東部に商業区、南側に工業区と港湾部、南西に洋衛軍基地がある。また、東側沖合いには人工島部と同心半円状に水素プラント群が浮かんでいる。島南側の港湾部の一角にharu-nico警備保障南波島支社および同社埠頭があり、パスカルメイジをはじめとする同社艦艇が停泊する。
グランドロア（Grand Roar）
物語の50年前、突如として西太平洋上に現れた超巨大低気圧。劇中に示される地図によると、およそ現在のカロリン諸島付近に中心を置き、フィリピン諸島近海にまで範囲が及ぶ広大な台風である。通常の台風ならば北半球ではコリオリの力によって反時計回りに渦を巻く影響によって移動しつつ消耗していくが、グランドロアは外周こそ反時計回りに渦を巻いているものの、内部に時計回りに渦を巻く層が存在し、両者の力が相殺し合うため、移動することが無く、勢力も弱まることが無い（二重に渦を巻く様子は、劇中でも説明こそされていないが映像で表現されている）。中心部は衛星軌道上からも重力異常が観測され、一種のブラックホール状態と化していると推測されることから、内部を観測した者は居ない。しかしながら自然現象としてこうした台風が突然発生することは考えにくく、人為的な原因を疑う者も居る。
ケースオメガ（Case Omega）
グランドロア発生時に引き起こされた大災害。太平洋のみならず全地球規模の環境変化をもたらし、潮流や大気の対流変化や急激な海面上昇による低地の浸水など、人類に甚大な被害を及ぼした。折りしも海上プラントや海上都市建設が盛んになりつつあったことも、被害に拍車をかけた。劇中の地図でも太平洋周辺の大陸・島嶼が大幅に変化していることが窺えるが、日本や北米は海面上昇対策に熱心だったため、比較的被害が少なかったとされる。「ケースオメガ」とは、「最後の災厄であって欲しい」とする人類の願いを込めて付けられた名である。
スパイラルバンド（Spiral Band）
グランドロアから腕状に延びる積乱雲の塊で、螺旋雲と称される帯状の域。停滞し続けるグランドロアには危険半円や可航半円などは無く、周辺の対流雲も通常の台風とは比較にならないほどの風雨をもたらすため、そこへ進入することは自殺行為に等しい。

カラムアレイ海峡（Column Alley）
悪名高い「渋滞海峡」。劇中の地図によれば、ルソン島南側の海峡と見られる。グランドロアの影響により圧迫された一般船舶航路が集中し、海峡がブイによってさながら車線のように往路・復路に隔てられ、それぞれを船舶が列を成して航行する。交通量の多さから船舶官制センターにより厳しく監視・統制されており、テロリストや海賊の侵入も困難と見られることから、東ルース共和国のジョルディンマール副大統領護衛に適する航路と考えられた（第5話）。
東ルース共和国（East Luz）
太平洋南西の小国。小さな島の東側を領土とする（西側は西ルース（West Luz））。元々小国ゆえにグランドロア発生後、復興に力を使い果たした同国は腐敗政治と貧困に喘いでいた。選挙によって選ばれたマリスコス大統領・ジョルディンマール副大統領の手腕と、グランドロアにより見直された通商航路の要とされたためもあり、状況は改善されつつあるものの、近海に居座る隣国・ナクロマ共和国との緊張や、マリスコスら穏健派を快く思わない勢力を内包しているなど、問題も多い。
ナクロマ共和国（Nachroma）
東ルース共和国沖の海上に浮かぶ、海上プラント国家。グランドロア発生後に大量発生した難民や経済的に弱い国家から排出された貧困層が難民救済用のメガフロートに居住したことが始まりで、「シーレルム運動」と称する独自の建国理論を持つが、海上の人工島のみを領土とするため主権国家として認めるかには意見が分かれる。大国によるアジア統一に繋がる「環太平洋連合」に反対している。隣国の東ルース共和国との間に領海・排他的経済水域における問題を抱えている。東ルースが東アジア防衛機構への参加を表明すると反発はより激しいものとなり、そこをリディルに利用されてしまった。
シーレルム運動
海洋国家創設運動。海上に設営されたメガフロート（人工島）も領土と認められるべきとし、それに基づく領海および排他的経済水域を主張する運動。ケースオメガ発生後、多くの土地が水没し特に貧困層が難民となる中、海上条約により水没地に建設された人工島などは元の領土として認められる一方で、復興の余力を持たぬ経済的に弱い国家は水没国土を永遠に失うこととなった。難民救済用メガフロートから興ったナクロマ共和国は自然の領土を一切持たなかったことから、こうした思想運動を展開している。海洋のどこでも好き勝手に“領土”と化す思想であることから多くは受け容れられていないが、東アジアに多い貧困層には支持者も少なくなく、中には過激な運動を行う者も居る。

### パスカルメイジ艦内用語
イリーガル（Illegal）
“所属不明の敵性艦”を表す語。「海洋国際法」で定められた海賊行為を行う艦船を指し、艦長により「イリーガルに認定」と宣言された艦船に対しては全艦が攻撃体制に移る。
コンディションゼブラ（Condition Zebra）
「Zebra」は表音記号で「Z」の意味。アルファベットの末尾である「Z」状態は即ち、全艦が今まさに戦闘体制を最大限に整えた状態であることを示す。
ダメコン（Damage Control）
ダメージコントロール。戦闘などによって艦が損傷した際に応急措置を施す部署。パスカルメイジでは機関長たるさんごにより統括され、設備科など航海中は手空きとなる人員から成る3〜4人編成でA〜Eの5班配置される。本来は対海賊戦闘に重点を置いているため、対潜水艦戦闘における作業は不慣れであった。なお、艦内に海賊などが侵入した場合に撃退するのも、ダメコン班の役割である。
ヘルムレフト/ヘルムライト（Helm Left/Helm Right）
それぞれ「船首を左へ/右へ」即ち、「面舵/取り舵」を指示する語。舵をいっぱいに切る場合は「ヘルムレフト・フル/ヘルムライト・フル」（‐Full）となる。これらに対し「舵中央」は「ヘルムステディ」（Helm Steady）と指示される。
カレントアルファ（Current Alpha）
作戦行動中のカモメにおいて、パスカルメイジを表すコールサイン。
ドロップワン（Drop One）
パスカルメイジにおいて、作戦行動中のカモメを表すコールサイン。

### パスカルメイジ応答用語
「アイ、ショーティ!」（Aye,Shorty!）
艦長・七波の下命に対してクルーが応答する語。「はい、直ちに（実行します）」の意味。「Aye, Sir!」と同義の応答語であり、本来その女性形は「Aye,ma'am!」のはずだが、若い七波に対して「ma'am（madam）」と呼ぶのは違和感があることから、パスカルメイジにおいてはその代わりにこう応答する。Shortyは魅力的な女性、ガールフレンド、女の子などを意味する俗語。
「アイ、フェロー!」（Aye, Fellow!）
あるクルーの報告・発言などに対して、別のクルーが了解を示す語。この場合の「Fellow」は「同僚・同士」を表す。
「ライトオーバー」（Right over）
艦長・七波がクルーからの報告などを了承する際の語。「その件については了解した」の意味。その場の最高指揮官が使う応答語らしく、作戦行動中の「カモメ」機内では、カモメクルーの報告に対し機長である翼もこう応じていた。
「アイ、サー!」（Aye, Sir!）
僚艦「コールマン」の鯨伏艦長の発言に七波が応じる際などに使われた。近未来を描いている劇中でも、基本的な習慣は現在同様であることをうかがわせる。

## スタッフ
- 監督 - ふじもとよしたか
- シリーズ構成・脚本 - 兵頭一歩
- キャラクターデザイン・総作画監督 - 伊藤岳史
- コンセプトスーパーバイザー - 小倉信也
- メカニックデザイン - 高倉武史
- メカビジュアルディレクター - 伊藤浩二
- 美術監督 - 篠田邦宏
- 色彩設計 - 伊藤ゆかり
- 撮影監督 - 杉浦充
- 編集 - 田熊純
- 音響監督 - 明田川仁
- 音楽 - 七瀬光
- プロデューサー - 湯川淳、山東学
- アニメーション制作 - アクタス
- 制作 - バンダイビジュアル、アクタス

## 主題歌
オープニングテーマ「たったひとつだけ」
作詞 - mavie / 作曲・編曲 - 齋藤真也 / 歌 - yozuca*
エンディングテーマ「モノクローム」
作詞・作曲 - rino / 編曲 - 大久保薫 / 歌 - 中原麻衣

## 各話リスト
| 話数 | サブタイトル           | 絵コンテ          | 演出         | 作画監督            |
| ---- | ---------------------- | ----------------- | ------------ | ------------------- |
| 1    | アイ、ショーティ!      | 藤本義孝          | 石倉賢一     | 佐野英敏            |
| 2    | 彼女の理由（わけ）     | 高橋滋春          | 藤本ジ朗     | 相坂ナオキ          |
| 3    | 微笑（えがお）と素顔   | 新町薫            | 石倉賢一     | 伊藤岳史 佐野英敏   |
| 4    | Kのある風景            | 高橋滋春          | 今熊野志ば助 | 相坂ナオキ          |
| 5    | ストライクバック       | 新町薫            | 藤本義孝     | 飯飼一幸            |
| 6    | 相似形の悪夢           | 高橋滋春          | 伊藤浩二     | 伊藤岳史            |
| 7    | エニアック・マニアック | 新町薫            | 藤本義孝     | 飯飼一幸            |
| 8    | 落日（テラ）の祭り     | 藤本義孝 高橋滋春 | 里見犬       | 相坂ナオキ 伊藤岳史 |
| 9    | バタフライ・ラッシュ   | 新町薫            | 藤本義孝     | 飯飼一幸            |
| 10   | ボトムライン           | 伊藤浩二          | 藤本義孝     | 西尾公伯 佐野英敏   |
| 11   | 花                     | 藤本ジ朗          | 松井鯉       | 伊藤岳史            |
| 12   | 九番目の命題           | 藤本義孝          | 藤本義孝     | 藤田正幸            |
| 13   | アウトワード・バウンド | 新町薫            | 水本葉月     | 相坂ナオキ 伊藤岳史 |

## 放送局
| 放送地域 | 放送局     | 放送期間               | 放送日時            | 放送系列       |
| -------- | ---------- | ---------------------- | ------------------- | -------------- |
| 神奈川県 | tvk        | 2006年1月8日 - 4月2日  | 日曜 0:30 - 1:00    | 独立UHF局      |
| 千葉県   | ちばテレビ | 2006年1月8日 - 4月2日  | 日曜 23:30 - 翌0:00 | 独立UHF局      |
| 埼玉県   | テレビ埼玉 | 2006年1月9日 - 4月3日  | 月曜 0:30 - 1:00    | 独立UHF局      |
| 兵庫県   | サンテレビ | 2006年1月10日 - 4月4日 | 火曜 0:00 - 0:30    | 独立UHF局      |
| 愛知県   | テレビ愛知 | 2006年1月10日 - 4月4日 | 火曜 2:00 - 2:30    | テレビ東京系列 |
| 京都府   | KBS京都    | 2006年1月12日 - 4月6日 | 木曜 1:30 - 2:00    | 独立UHF局      |

## ピクチャードラマ
DVD各巻収録の映像特典であるピクチャードラマ。全7話。本編では描かれなかったサイドストーリー。
- シナリオ - 兵頭一歩
- イラスト・絵コンテ - 伊藤岳史
- 演出 - 藤本義孝

サブタイトル
1. イージス少女 ぱすかるめいじ
2. クレイオ様の魅惑の日常
3. プロパルサートルクの憂鬱
4. 秘密の美晴ちゃん
5. 看取先生、ナイショの診察室
6. 真夏真秋のパスカルメイジ航海日誌(仮)
7. 居酒屋無敵艦隊 今日のオススメ マーキュリーズの休日

## 関連グッズ

### DVD
全7巻が2006年3月24日 - 2006年9月22日にかけ月1巻ずつ発売。第1巻は第1話のみ収録、第2巻以降は2話ずつ収録。各巻とも本編以外に映像特典として静止画と音声によるサイドストーリー「ピクチャードラマ」および各出演者による本編解説「オーディオコメンタリー」を収録。他に特典として登場兵器解説映像、劇中戦術解説映像、ノンテロップオープニング/エンディング、海上自衛隊取材映像などを各巻別に収録。各巻初回特典は、各巻ごとパッケージに描かれた女性クルーの着替えシーン（第7巻のみ幼少時の七波&漂介）を描いた「ドッキリ生写真・プライベートショット」と称するイラストカードを封入。第1巻のみ、これに伊藤岳史描きおろし全巻収納DVD-BOXが付いた。各巻パッケージは順に七波、翼、さんご、真秋&真夏、美晴、ターニャ&クレイオ&看取、七波&漂介を描き、背景にそれぞれパスカルメイジやカモメ、ヴェッケン艦などメカの線画を配していた。

### CD
発売レーベルはいずれもランティス
- 『たったひとつだけ』（2006年2月8日発売シングルCD、同時収録「ヒトリゴト」）
- 『ふたりぼっち/モノクローム』（2006年2月8日発売シングルCD2枚組、同時収録「モノクローム」、Disc2は「モノクローム」（music clip）および「ロマンス」（Livea at{minitheatre+}））
- 『タクティカルロア』オリジナルサウンドトラック（2006年3月24日発売サントラアルバム、劇中BGM全33曲収録）

### 模型など
- F/700パスカルメイジ
  - 2006年7月発売。発売元：タカラトミー、製作元：ピットロード。レジンキャスト製フルハル（喫水線下を含む全船体を再現）モデルで、着色済み完成モデルと組み立てキットがそれぞれ限定販売された。スケールは多くの艦船モデルと同じ1/700だが、本艦は架空の艦船であることから「F（フィクション）/700」と表記されている。なお、このモデルのパッケージはハルニコ社が同艦の就航50周年を記念して頒布したとの設定でデザインされている。格納庫シャッター開/閉選択可能、同スケールのカモメ付き。
- 1/10美咲七波ガレージキット（製作・発売元：有限会社バイス。レジンキャスト製組立てキット、パーツ数16、全高約17cm。略装姿で非可動）
- 1/144シーガルVTOL搭載機カモメ
  - 発売元：タカラトミー、製作元：ピットロード。

### 出版物
- 『タクティカルロア COMPLETE BOOK』（2006年10月6日初版発行、発行元：ホビージャパン）ISBN 4-89425-464-6